# Brandon Wade
Pour les articles homonymes, voir Wade.

## Biography

Brandon Wade (né Lead Wey) est un homme d'affaires américain, fondateur et directeur général du groupe Reflex Media, une agence de marketing. Diplômé du Massachusetts Institute of Technology (MIT) et de la MIT Sloan School of Management, Wade est également un ancien ingénieur logiciel. Il est principalement connu pour avoir fondé le site de rencontres premium Seeking.com. 

## Etudes
Il a fréquenté le Saint Andrew's Secondary School et le Hwa Chong Junior College à Singapour. En 1993, il obtient un diplôme en ingénierie électrique du MIT grâce à une bourse de mérite overseas offerte par la Public Service Commission de Singapour. Après avoir obtenu son diplôme, Wade a choisi de rester aux États-Unis. Il poursuit ensuite ses études à la MIT Sloan School of Management, où il obtient un MBA en 1995.

## Carrière
Brandon Wade commence sa carrière en travaillant pour Booz Allen Hamilton, un cabinet de conseil en technologie, avant de rejoindre General Electric en tant que responsable des infrastructures technologiques.
Après son expérience chez General Electric, Brandon Wade occupe le poste de directeur chez Microsoft, où il contribue à plusieurs projets technologiques majeurs.
En 2006, il fonde Seeking.com, une plateforme de rencontres construite sur les principes d'honnêteté et d'émancipation, permettant de connecter des millions d'utilisateurs à travers le monde. Depuis lors, Seeking.com est devenue le site de rencontres d'élite leader mondial, attirant plus de 22 millions de membres actifs.
En 2012, Wade crée Reflex Media, une agence de marketing à service complet basée à Las Vegas, spécialisée dans le développement et la promotion de marques en ligne.
En 2024, après une pause de deux ans, Brandon Wade reprend les rênes de Seeking.com avec une vision renouvelée et une stratégie innovante pour le développement de la plateforme.

## Vie personnelle
Né à Singapour de parents d'origine chinoise, Wade a été élevé dans ce qu'il décrit comme un environnement éducatif strict, semblable à celui d'une "Tiger Mom", axé sur l'étude et l'excellence.
Brandon Wade rencontre sa femme, Dana Rosewall, sur Seeking.com fin 2020. Ils se marient en 2022. En 2024, Dana est nommée co-PDG de Seeking.com, apportant une perspective fraîche et moderne à l'entreprise, notamment en tant que représentante de la génération Z et des femmes sur le site.

## Impact
Brandon Wade a révolutionné l'industrie des rencontres en ligne avec ses plateformes, notamment Seeking.com, qui se concentre sur des relations basées sur la transparence et le consentement mutuel.
En 2024, de retour à son poste de PDG de Seeking.com avec une vision renouvelée, il introduit un processus de rebranding axé sur "Expérience Hypergamy™", met l'accent sur des relations qui élèvent les partenaires non seulement sur le plan émotionnel, mais aussi sur le plan social et économique. BrandonWade met également l'accent sur la sécurité et la qualité des interactions au sein de sa communauté en ligne, avec des fonctionnalités améliorées pour garantir une expérience positive.

## Réseaux sociaux
En plus de ses initiatives entrepreneuriales, Brandon Wade a développé sa marque personnelle avec le lancement du podcast @AskBrandonWade, où lui et Dana partagent des réflexions sur les relations, la réussite et le bonheur. Ils restent également actifs sur les plateformes de réseaux sociaux, interagissant avec leur audience et offrant un aperçu des coulisses de leur vie personnelle et professionnelle.

## Liens
- Seeking.com
- @Askbrandonwade